# Flaga Kosowa

Flaga Republiki Kosowa z lat 90. XX w.

Flaga Republiki Kosowa – jeden z symboli Republiki Kosowa.

## Symbolika i historia
Na ciemnobłękitnym płacie sześć białych gwiazd pięcioramiennych, symbolizujących sześć grup etnicznych (Albańczyków, Serbów, Romów, Turków, Bośniaków i Goranów), ponad złotą mapą konturową Kosowa. Flaga została przyjęta przez Zgromadzenie Narodowe 17 lutego 2008 roku. Jej projektantem jest Muhamer Ibrahimi.

### Inne flagi Kosowa
Obecnie obowiązujący wzór flagi Kosowa nie był jedynym branym pod uwagę przed datą 17 lutego 2008 roku, czyli przed ostatecznym uchwaleniem oficjalnej flagi Kosowa. W konkursie na flagę znalazło się kilka propozycji, w tym flagi dotychczas stosowane przez niektóre środowiska, jak i zaprojektowane od podstaw. Były to następujące warianty:

Inne flagi Kosowa (w tym te rozważane jako propozycje oficjalnej flagi państwowej)
Flaga ONZ, używana przez Kosowo od 1999 do 2008
Flaga Albanii, używana tymczasowo przez etnicznych Albańczyków
Flaga Serbii jest używana przez Serbów w zamieszkiwanych przez nich enklawach Kosowa
Nieoficjalna „Flaga Dardanii”, zaproponowana przez Ibrahima Rugovę, używana okazjonalnie przy okazji wydarzeń sportowych i na festiwalach.
Propozycja flagi z 2007. Duża gwiazda symbolizuje Albańczyków. Inspiracją dla twórcy była flaga Unii Europejskiej
Propozycja flagi z 2007
Propozycja flagi z 2007